# Viltolarsén
Viltolarsen es un medicamento indicado en el tratamiento de determinadas variantes de la distrofia muscular de Duchenne. La enfermedad de Duchenne es un trastorno de origen genético y transmisión hereditaria que provoca debilidad muscular progresiva. El viltolarsén es un oligonucleótido antisentido. Su uso fue aprobado por la Administración de Alimentos y Medicamentos de Estados Unidos (FDA) en agosto de 2020.

## Mecanismo de acción
Los oligonucleótidos antisentido son pequeños fragmentos de ácido nucleico, de entre 13 y 25 nucleótidos, complementarios de la secuencia de un gen, se unen al ARN mensajero del mismo y evitan así la producción de una proteína mutada.
Viltolarsén se une al exón 53 del ARN mensajero precursor de la distrofina, omitiendo el exón 53 de la lectura, resultando en la producción de una proteína distrofina acortada pero que conserva las funciones esenciales. El gen de la distrofina se encuentra en el brazo corto del cromosoma X en el locus Xp21. El gen es muy grande, tiene 2,5 millones de pares de bases y 79 exones o regiones codificantes.